# Hippolyte Lefèbvre

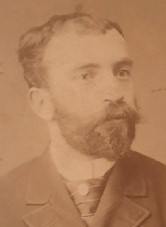
Hippolyte Lefèbvre (1897)

Hippolyte Lefèbvre eigentlich Hippolyte-Jules Lefèbvre (* 4. Februar 1863 in Lille, Département Nord; † 22. September 1935 in Arcueil, Département Val-de-Marne) war ein französischer Bildhauer und Medailleur mit belgischen Wurzeln.

## Leben
Lefèbvre stammt aus einer Handwerkerfamilie, seine Eltern hatten sich nach den Koalitionskriegen in Lille niedergelassen. Bereits während der Schulzeit erkannte man Lefèbvres künstlerische Neigungen und mit der Unterstützung seiner Lehrer wurde er am École des Beaux-Arts seiner Heimatstadt angenommen.
Nach ersten Erfolgen konnte Lefèbvre 1882 an die École des Beaux-Arts in Paris wechseln. Dort wurde er Schüler der Bildhauer Pierre-Jules Cavelier, Louis-Ernest Barrias und Jules Coutan. Ab 1887 wurde er regelmäßig eingeladen, an den großen Ausstellungen des Salon des artistes français (SAF) teilzunehmen.
1892 gewann Lefèbvre den Prix de Rome, der mit einem großzügigen Stipendium verbunden war. Damit konnte er für drei Jahre an der Villa Medici in Rom studieren. Er reiste im Herbst 1893 ab und als er 1896 wieder nach Frankreich zurückkehrte, ließ er sich in Paris nieder und eröffnete ein eigenes Atelier.
Als sich durch die Weltwirtschaftskrise die wirtschaftliche Lage auch in Frankreich verschlechterte, schloss Anfang der dreißiger Jahre Lefèbvre sein Atelier in Paris und zog sich nach Arcueil zurück. Er starb im Herbst 1935 und fand dort auch seine letzte Ruhestätte.

## Ehrungen
- 1892 Prix de Rome für die Statue „Adam chassé du paradis et condamné à travailler la terre, à la sucur de sont front“
- 1900 Goldmedaille Weltausstellung in Paris
- 1906 Ehrenmitglied der Société des Rosati
- 1906 Ritter der Ehrenlegion
- 1925 Kommandeur der Ehrenlegion
- die Rue Hippolyte Lefèbvre in Lille wurde ihm zu Ehren benannt
- der Quai Hippolyte Lefèbvre in Mondeville (Département Calvados) trägt seinen Namen

## Schüler (Auswahl)
- Omer Bouchey (1882–1962)
- Amédée Buffet (1869–1933)

## Werke (Auswahl)
- 1902 die Skulpturengruppe Jeune aveugles für die Gemeinde Le Chambon-Feugerolles (Département Loire)
- 1904 Skulpteur Freiheit, Gleichheit, Brüderlichkeit für die Französische Botschaft in Wien
- 1907 Statue Hiver für die Stadt Besançon, Square Élisée Cusenier (Département Doubs)
- 1910 Gedenkmedaille zu 100 Jahre Unabhängigkeit Argentiniens
- 1922 Altar für eine Kapelle der Pfarrkirche St-Gervais-St-Protais in Paris (4. Arrondissement)
- 1927 zwei Reiterstandbilder (Hl. Ludwig und Jeanne d’Arc) für Sacré-Cœur de Montmartre
- eine Reihe von Skulpturen für die Opéra de Lille
- zwei Reliefs für das Westportal der Pfarrkirche St-Martin in Montmorency (Département Val-d’Oise)